# Unione delle donne socialiste di Corea
L'Unione delle donne socialiste di Corea (조선사회주의녀성동맹?), precedentemente Unione delle donne democratiche coreane (조선민주녀성동맹?) è un'organizzazione per le donne attiva in Corea del Nord fondata nel 1945 come la Lega Democratica delle Donne Coreane ed è la più longeva e tra le più importanti organizzazioni di massa del Paese.
L'iscrizione è riservata alle donne che non appartengono a nessuna delle altre organizzazioni di massa. L'Unione rappresenta nominalmente queste donne, ma in realtà è utilizzata per implementare le politiche del regime. L'Unione ha avuto un ruolo importante nel raggiungimento dell'uguaglianza di genere e nell'aumento della partecipazione politica delle donne nordcoreane. Nei suoi primi giorni di attività nel 1945, l'organizzazione aveva più di un milione di iscritti, un numero di gran lunga superiore agli attuali 200.000. La sua influenza è stata ridotta con l'attuazione delle riforme economiche nei primi anni duemila.
Il ruolo di presidente è di solito conferito alla donna più potente della Corea del Nord e tra queste vi era Kim Song-ae, la moglie del "Grande Leader" Kim Il-sung. L'attuale presidente, Pak Sun-hui, è la figlia di Pak Chong-ae, la prima ad aver ricoperto tale carica.

## Storia
Il ramo nordcoreano dell'Unione, la Lega Democratica delle Donne della Corea del Nord, fu istituito il 18 novembre del 1945 come parte di un'iniziativa dell'Ufficio nordcoreano del Partito Comunista di Corea per arruolare più persone possibili come membri delle organizzazioni di massa nell'area settentrionale della penisola coreana. Questa è stata la prima organizzazione di massa fondata dal Partito per un particolare segmento della società e il suo scopo iniziale era quello di riunire sotto il suo controllo tutte le organizzazioni femminili nate spontaneamente a livello regionale. L'Unione tenne il suo primo congresso il 10 maggio 1946 e all'epoca aveva 800.000 iscritti diffusi tra 12 città, 89 contee e 616 municipalità. Verso la fine del 1946, nel Paese almeno una donna su cinque era iscritta all'Unione, i cui membri salirono a 1 030 000.
All'inizio, l'Unione lavorava per applicare le leggi riguardo alla parità dei sessi e cercava di coinvolgere le donne nella vita politica. Quando si avvicinarono le elezioni locali in Corea del Nord del 1946, molti uomini si opposero alla candidatura delle donne per il Comitato popolare e in risposta, Kim Il-sung esaltò il ruolo dell'Unione. Alcuni degli obbiettivi dell'Unione riguardavano principalmente il supporto dei comunisti e non si focalizzavano sui problemi delle donne: appoggiò il Comitato popolare provvisorio della Corea del Nord e l'ascesa di Kim Il-sung alla leadership del Paese, mentre si oppose al "fascismo", ai "traditori", al feudalesimo e alla superstizione. In teoria, l'Unione rappresentava l'intera penisola ma in realtà aveva pochissimi collegamenti con le donne del sud.
Nel 1947, l'Unione aveva 1,5 milioni di membri, una quota composta per il 73% da contadine, per il 5,3% da operaie, per lo 0,97% da intellettuali e per il restante 20% da altre categorie come le casalinghe.
I rami del nord e del sud si fusero il 20 aprile 1951. La storiografia ufficiale nordcoreana data le origini dell'organizzazione attuale al dicembre del 1926 oppure al gennaio 1951, sebbene entrambi i resoconti siano oggetto di discussioni. Recentemente, l'Unione è riuscita ad aumentare il numero delle donne nel settore manifatturiero. Le riforme economiche dei primi anni duemila, che consentirono - anche se in misura estremamente limitata - alle persone di perseguire profitti, indebolirono l'Unione poiché le casalinghe iscritte erano ora occupate nei mercati. Nonostante ciò, rimane una delle più importanti organizzazioni di massa del Paese.
Al VI Congresso dell'Unione tenutosi il 17 e il 18 novembre 2016, il nome è stato cambiato in Unione delle donne socialiste di Corea.

## Organizzazione
L'iscrizione è riservata a coloro che non sono membri del Partito del Lavoro di Corea o di qualsiasi altra organizzazione, condizione nella quale si trovano spesso le donne casalinghe. Tale caratteristica, che rende l'Unione unica al mondo, è stata adottata dagli anni sessanta. Prima, l'iscrizione era riservata alle donne tra i 18 e i 61 anni ma oggi le donne tra i 31 e i 60 possono diventare membri, sebbene una donna che si sposa e diventa casalinga possa iscriversi indipendentemente dall'età. Ultimamente, anche le pensionate sono state costrette a partecipare alle sue attività. Nonostante lo scopo dichiarato di rappresentare le donne non iscritte ad alcuna organizzazione, l'Unione viene utilizzata per portare avanti le decisioni prese dal governo nordcoreano e per le mobilitazioni politiche.
L'organizzazione gestisce dei comitati affiliati per ogni suddivisione della Corea del Nord, dai Ri (ovvero i villaggi) fino al livello delle province, e possiede più di 200.000 iscritti. L'Unione possiede un Comitato centrale, che si riunisce in sessioni plenarie due volte all'anno, ed è inoltre membro del Fronte Democratico per la Riunificazione della Patria.
L'organizzazione possiede una casa editrice, Chosǒn Yǒsǒngsa, che da settembre del 1946 pubblica il proprio giornale ufficiale Chosǒn Yǒsǒng; cominciò ad apparire regolarmente nel 1947 e fu pubblicato ogni mese fino al 1982, quando divenne bimestrale.

### Presidenti

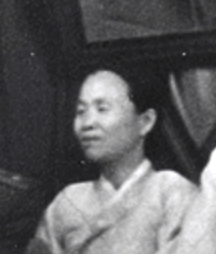
Pak Chong-ae, il primo presidente del Comitato centrale nordcoreano dell'Unione.

Il ruolo di presidente dell'Unione è stato conferito tradizionalmente alla donna più potente della Corea del Nord.
Il primo presidente del Comitato centrale dell'Unione è stata Pak Chong-ae, con vice Ahn Sin-ho. Sotto la direzione di Pak, che rimase in carica fino al 1965, l'Unione non aveva ancora del tutto assunto le sue caratteristiche totalitarie.
Pak fu seguita da Kim Ok-sun, moglie dell'ex guerrigliero Ch’oe Gwan, che rimase in carica fino al 1969, quando suo marito fu purgato dal governo.
Nel 1972, Kim Ok-sun fu seguita da Kim Sung-ae, la seconda moglie del leader Kim Il-sung nonché ex vicepresidente dell'Unione, alla quale diede la sua attuale connotazione totalitaria. Si presuppone che lei abbia usato la sua posizione per promuovere i suoi figli Kim Pyong-il e Kim Yong-il alla successione di Kim Il-sung contro il favorito Kim Jong-il, nato dal primo matrimonio dell'ex marito. L'Unione perse molta della sua importanza dopo che Kim Jong-il divenne ufficialmente il successore del padre, e Kim Sung-ae si dimise il 25 aprile 1998.
Si pensò che Kim Jong-il avrebbe nominato la moglie Ko Yong-hui, come fece il padre, ma ciò non avvenne e Kim Sung-ae fu seguita da Chon Yon-ok.
L'attuale presidente dall'ottobre del 2000 è Pak Sun-hui, la figlia di Pak Chong-ae, con vicepresidenti Hong Son-ok, Jong Myong-hui, e Wang Ok-hwan. La carica di vicedirettrice è ricoperta da Pak Chang-suk.